# Aquadulcaris pheronyx
Aquadulcaris pheronyx е вид ракообразно от семейство Paramelitidae. Видът е критично застрашен от изчезване.

## Разпространение
Разпространен е в Южна Африка.